# Fleurieu-sur-Saône
Fleurieu-sur-Saône ist eine französische Gemeinde mit 1.549 Einwohnern (Stand: 1. Januar 2022) in der Métropole de Lyon in der Region Auvergne-Rhône-Alpes. Fontaines-sur-Saône gehört zum Arrondissement Lyon und bis 2015 zum Kanton Neuville-sur-Saône. Die Einwohner werden Fleurentins genannt.

## Geographie
Fleurieu-sur-Saône liegt 17 Kilometer nördlich des Stadtzentrums von Lyon am östlichen Ufer der Saône.

### Nachbargemeinden
Umgeben wird Fleurieu-sur-Saône von den Nachbargemeinden Neuville-sur-Saône im Norden, Montanay im Nordosten, Cailloux-sur-Fontaines im Osten und Südosten, Fontaines-Saint-Martin im Süden und Südosten, Rochetaillée-sur-Saône im Süden, Couzon-au-Mont-d’Or im Südwesten sowie Albigny-sur-Saône im Westen.

## Bevölkerungsentwicklung
| Jahr                       | 1962 | 1968 | 1975 | 1982 | 1990 | 1999 | 2006 | 2012 |
| Einwohner                  | 736  | 797  | 867  | 898  | 943  | 1286 | 1300 | 1381 |
| Quellen: Cassini und INSEE |      |      |      |      |      |      |      |      |

## Persönlichkeiten
- Émile Guimet (1836–1918), Unternehmer und Sinologe